# Spilosoma ione
Spilosoma ione är en fjärilsart som beskrevs av Butler 1875. Spilosoma ione ingår i släktet Spilosoma och familjen björnspinnare. Inga underarter finns listade i Catalogue of Life.